# 2-й Щемиловский переулок
Второ́й Щеми́ловский переу́лок — улица в центре Москвы в Тверском районе между Краснопролетарской улицей и 3-м Самотёчным переулком.

## Происхождение названия
Ранние названия Тупой переулок, Щемиловский тупик показывают, что первоначально переулок не имел выхода на Пименовскую (ныне Краснопролетарскую) улицу. Современное название, известное с XIX века, вероятнее всего, от фамилии Щемилов (названия Щемилово, Щемиловка не раз встречаются в топонимии России).

## Описание
2-й Щемиловский переулок начинается от Краснопролетарской улицы, проходит на восток, слева от него отходит 1-й Щемиловский, затем поворачивает на северо-восток, справа к нему примыкает 1-й Самотёчный переулок, заканчивается на 3-м Самотёчном.

## Примечательные здания
По нечётной стороне:
- № 5/4, строение 1 — Научно-техническое издательство «Радио и связь»;
- № 5/4 — Ростуризм; информационно-технический центр «Эко-Трендз»;

По чётной стороне:
- № 4, строение 5 — детский парк «Тверской-2»;
- № 6, строение 3 — Лесэнерго.

## См.также
- 1-й Щемиловский переулок